# Сватання майора
«Сва́тання майо́ра» (рос. Сватовство майора) — картина російського художника Павла Федотова, написана 1848 року. Належить Державній Третьяковській галереї (інв. 5210).
На ній зображено комічну ситуацію: родина російських купців готується до сватання своєї дочки з майором; деталі картини виказують, що родина незнатного походження, хоча намагається справити таке враження, а майор одружується заради приданого нареченої.

## Історія
Павло Федотов виконував роботу над полотном «Сватання майора» (відомим також під назвою «Одруження майора») впродовж 1848 року. Восени 1849 року полотно, під назвою «Поправка обставин, або Сватання», експонувалось на виставці Академії мистецтв разом із двома іншими, ранішими картинами художника — «Свіжим кавалером» (1846) і «Розбірливою нареченою» (1847).
Для закінчення роботи над картиною за клопотанням Карла Брюллова Федотов отримав від Імператорської Академії мистецтв 700 рублів асигнаціями для найму натурщиків, костюмів та інші зразків. За словами скульптора Миколи Рамазанова, який товаришував з художником, під час роботи над «Сватання майора» Федотов «не дозволяв собі робити нічого без натури» — сукню нареченої було замовлено спеціально для цього випадку; багато інших речей, «до найменшої дурнички», були куплені ним або взяті напрокат.
За словами Олександра Бенуа, на виставці картини Федотова «мали колосальний успіх, небувалий з часів „Помпеї“». За полотно «Сватання майора» Академія мистецтв надала Федотову звання академіка. До своєї картини автор у 1849 році написав рацею — віршоване пояснення зображеного.

## Історичний контекст
Картина зображає сватання, що передує, — як слідує з деталей, — шлюбу за розрахунком. Подібні шлюби неодноразово описувалися в російській літературі 1830-40-х років. Незважаючи на осуд з боку світської спільноти, нерівні шлюби між збіднілими офіцерами-дворянами і багатими купецькими доньками до середини XIX ст. були нерідкісними. Так, в повісті «Невський проспект» Микола Гоголь писав: «Є офіцери, котрі складають у Петербурзі певний середній клас суспільства … У вищому класі вони трапляються дуже рідко або, краще сказати, ніколи … багато з них, викладаючи в казенних закладах або готуючи до казенних закладів, обзаводяться нарешті кабріолетом і парою коней. Тоді коло їхнє стає ширшим; вони досягають нарешті того, що одружуються на купецькій дочці, яка вміє грати на фортепіяно, з сотнею тисяч або близько того готівки і купою бородатої рідні». Такий шлюб цілком був вигідний для обох сторін: офіцер в результаті отримував придане, яким виправляв власне фінансове становище, а купець здобував можливість породичатися з дворянином і тим самим піднестися в очах суспільства.

## Композиція та сюжет
На полотні зображено інтер'єр заможного купецького будинку, що нагадує сцену театральної вистави. У глядачів «створюється мимовільне відчуття, що ми випадково зазирнули у вікно і застали господарів будинку у вигляді, зовсім не призначеному для стороннього ока».
Праворуч, за відчиненими дверима, стоїть майор, який підкручує вуса в передчутті скорого багатства. Його привела сваха, щоб просити руки купецької дочки. Судячи з характеру сцени, переговори з батьками нареченої були проведені свахою заздалегідь, і глядачі спостерігають перший візит майбутнього нареченого в купецький будинок. Купецька родина чекала на гостя, проте в кімнаті ще тривають останні приготування. Центральна постать — це купецька дочка, поруч стоїть її мати, а позаду, в кутку, — бородатий батько, котрий незграбно застібає сюртук. Дочку, вдавано збентежену появою нареченого, мати утримує за сукню. Ця розкішна сукня, намисто й зачіска свідчать, що дочка щойно закінчила чепуритися. В лівій частині кімнати зображений стіл з закусками, біля якого знаходяться три другорядні персонажки — кухарка, яка ставить на стіл пісні страви (кулеб'яку, оселедець і пляшку вина), та приживалка (бідна жінка, що живе в будинку за рахунок господарів) — мабуть глуховата, котра не розуміє причину переполоху.
Кімната наповнена речами, які демонструють бажання господарів жити «по-столичному», але вони при цьому не знають правил етикету, що створює комічний ефект — наприклад обідній стіл покритий не білою скатертиною, а рожевою, з нашитим візерунком по краях. На столику ліворуч лежить Псалтир і Біблія, на поличці стоять ікони з лампадами, — речі, які не тримають у вітальні. Стеля, з якої звисає величезна люстра, розмальована квітковими гірляндами, німфами й амурами. На комоді стоять кришталеві жирандолі (свічники), а на стільці (замість стола) — таця з пляшкою шампанського і келихами. На стінах висять картини, серед яких літографія з видом Ніколо-Угрешську обитель, портрети митрополита (за різними версіями, або Санкт-Петербурзького — Серафима, або Московського — Філарета), генералів Михайла Кутузова і Якова Кульнєва, отамана Олексія Іловайського на коні, а також самого господаря будинку з книгою в руці, щоб засвідчити його грамотність. На підлозі сидить кішка, що вилизується, ігноруючи гостей.

## Картина-повторення

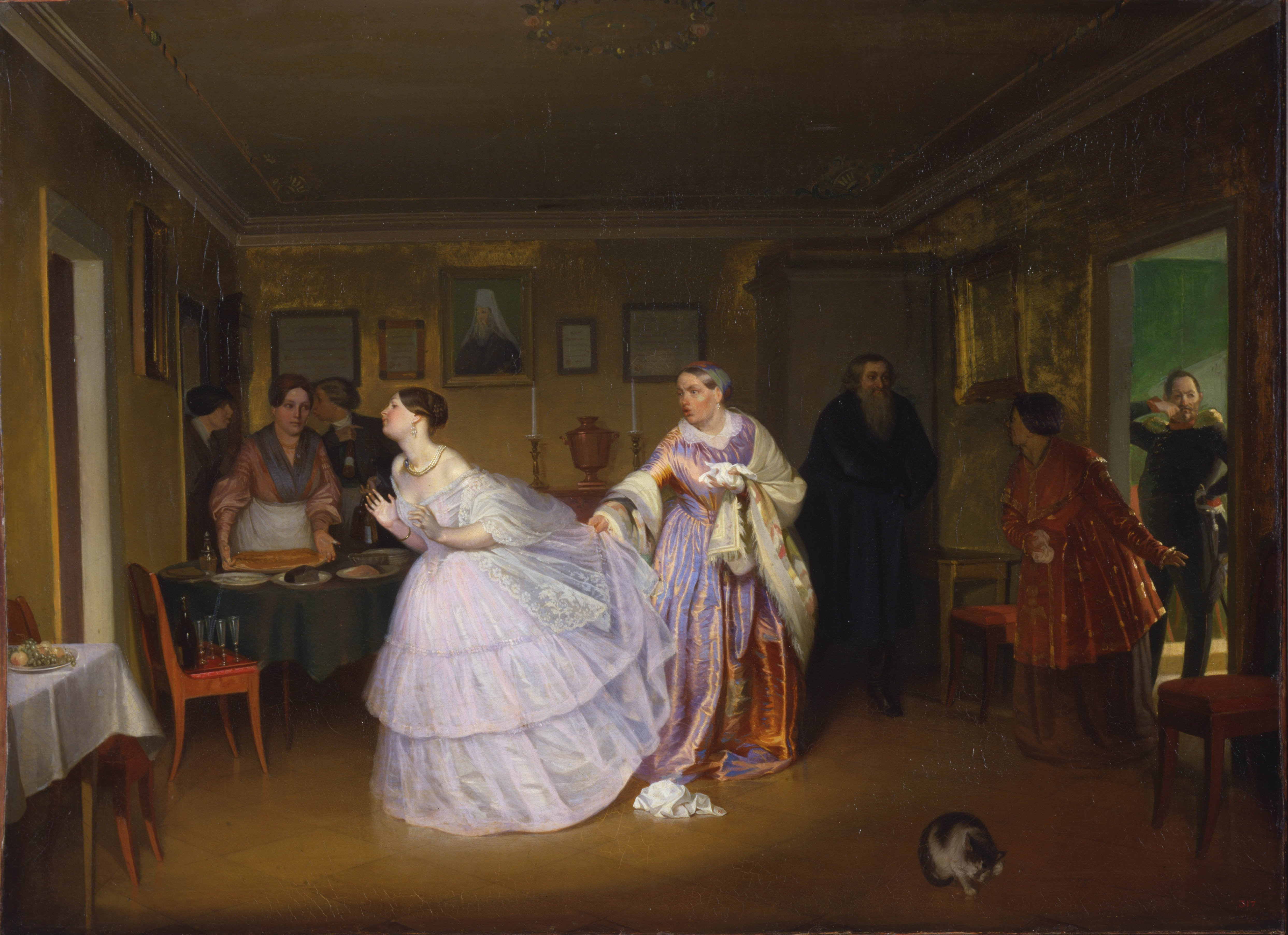
Картина-повторення, 1852 р.

Варіант-повторення картини «Сватання майора», закінчений у 1852 році, зберігається в Державному російському музеї в Санкт-Петербурзі (полотно, олія, 56 × 76 см, (інв. Ж-4521). Хоча сюжет і композиція загалом збережені, варіант із Російського музею має низку суттєвих відмінностей від картини з Третьяковської галереї.
У варіанті-повторенні відсутня люстра, прибрані фігурні кронштейни в місці з'єднання стіни кімнати з стелею, а також вигадливі розписи на стелі із зображенням квітів. Відсутні візерунок на скатертині, менш детально виписані повішені на стіні картини. Федотов тут прагнув зосередити увагу глядачів на персонажах і надати більшої гостроти зображеній ситуації.
Постать майора комічніша: з черевцем і на тонких ногах, лоб вужчий, з'явилися мішки під очима. Образ купецької дочки (нареченої) навпаки привабливіший, викликає не стільки насмішку, як співчуття. Фігура купця, яка в першому варіанті була розташована на тлі круглої печі, в другій версії знаходиться на світлішому тлі прямокутної грубки і сприймається трохи наближеною до переднього плану. Обличчя продавця, котрий розмовляє з приживалкою, тут цілком відкрите. В результаті сцена набула драматичного сарказму.

## Оцінки
Мистецтвознавиця Галина Леонтьєва писала, що «Сватання майора» — «один із чудових творів російського живопису першої половини XIX століття», який «завдяки приголомшливій правді характерів, значущості порушеної в ньому проблеми виявився набагато серйознішим початкового задуму художника». Мистецтвознавець Дмитро Сараб'янов називав картину «одним із найвищих досягнень Федотова в царині живописного мистецтва».